# Arbing (Górna Austria)
Arbing – gmina w Austrii, w kraju związkowych Górna Austria, w powiecie Perg. Liczy 1397 mieszkańców (1 stycznia 2015).